# لیک ویلسن (مینه‌سوتا)
لیک ویلسن، مینه‌سوتا (به انگلیسی: Lake Wilson, Minnesota) یک شهر در ایالات متحده آمریکا است که در Murray County واقع شده‌است.

## خصوصیات
لیک ویلسن ۱٫۲۹ کیلومترمربع مساحت و ۲۵۱ نفر جمعیت دارد و ۵۰۶ متر بالاتر از سطح دریا واقع شده‌است.